# 黃磊
黃磊（1971年12月6日—），出生於江西省南昌市，中國大陆男演員、导演兼制片人、北京電影學院讲师、研究生导师、乌镇国际戏剧节发起人兼总监制、歌手、編劇、作家、主持人、配音。
1990年黃磊出演陳凱歌電影《邊走邊唱》，入围戛纳影展展露头角；之后出演《夜半歌声》、《半生缘》和《夜奔》等多部香港文艺电影，名气渐长；二十一世纪后，转战小荧幕和舞台剧，接连出演了《人间四月天》、《橘子红了》、《暗恋桃花源》、《家》和《四世同堂》等多部民国题材作品，为两岸三地观众熟知；2003年开始自编自导自演电视剧《似水年华》、《天一生水》和《新夜半歌声》；2004年，与管虎共同执导电视剧《七日》；
2010年后，黃磊的荧幕形象转型，开始出演喜剧和话题剧，更多关注丁克夫妇、低龄留学、高考、老年痴呆症和婚姻等社会现实问题。期间他的主要作品包括《婚姻保卫战》、《男人帮》、《夫妻那些事》、《嘿老头》、《小别离》和《小欢喜》等；2013年他与赖声川和孟京辉共同发起乌镇国际戏剧节，目前已成长为亚洲首屈一指的戏剧节；2016年出演蔡岳勳执导电视剧《深夜食堂 (亚洲华语版)》，2016年11月自编自导自演第一部电影《麻烦家族》，影片由香港金牌制作人江志强和日本国宝级导演山田洋次监制。
与此同时，其参与的多部综艺节目及真人秀，如《爸爸去哪儿》、《非诚勿扰》、《极限挑战》和《向往的生活》都是同时段冠军收视节目。

## 經歷
1971年12月6日，出生於江西南昌，七歲時隨父母遷往北京。
1990年，曾報考上海戲劇學院失利（亦曾與徐崢、吴越同級報考）。後考入北京電影學院表演系。出演陳凱歌電影《邊走邊唱》，入围戛纳影帝，展露頭角。
1993年，出演陳凱歌電影《霸王别姬》，饰演小嫖客。
1994年，考入北京電影學院表演系研究所，專攻電影表演創作及教學。并担任助理教员，其间学生包括95级的孙莉、左小青和余男等；96级的赵薇、陈坤和黄晓明等。
1995年，出演香港電影《夜半歌聲》，名氣大漲；凭借此片获得第三屆長春電影節最佳男配角。
1996年，出演香港電影《半生缘》，凭借此片第7届中国电影表演艺术学会“金凤凰奖”。
1997年，加盟丰华唱片，發行第一張音樂專輯《邊走邊唱》。北京電影學院碩士畢業，推掉所有演藝活動，留校任主任教员。所带第一个班为表演系97班，學生包括海清、黃海波；其他学生包括姚晨、杜淳、马苏等，目前均為华语圈一線演員。
1998年，出演香港電影《爱情梦幻号》。發行第二張音樂專輯《我想我是海》。
1999年，出演台湾電影《夜奔》，为台湾2000年票房最高的国产电影。出演電視劇《人間四月天》，飾演徐志摩，為兩岸三地觀眾熟知。
2000年，出演台湾电影《哥们儿》，影片提名FILMEX电影节最佳影片，并获得香港国际电影节影评人大奖。導演北京電影學院表演系97級畢業大戲《送冰的人來了》，成功公演。
2001年，發行第三張音樂專輯《等等等等》。出演電視劇《橘子紅了》，达到演艺事业顶峰。
2002年，出演陳凱歌执导的首部電視劇《呂布與貂蟬》，飾演呂布。
2003年，自編自導自演首部電視劇《似水年華》，並發行同名專輯《似水年華》和同名小说。出版個人隨筆集《十七樓的幻想》。
2004年，出演电影《三十八度》，凭借此片提名华表奖最佳男主角，并获得第10届中国电影表演艺术学会“金凤凰奖”。自編自導自演電視劇《天一生水》。与管虎联合执导并主演電視劇《七日》。3月8日，與孫莉登記結婚。
2005年，自編自導自演電視劇《夜半歌聲》。加盟华谊兄弟负责电视剧制作，其间监制了包括因为有你、双面胶等多部电视剧。
2006年，出演賴聲川經典話劇《暗戀桃花源》，飾演江濱柳，并担任执行导演。2月6日，大女兒出生，名為黃憶慈，小名多多。
2009年，监制并出演電視劇新版《四世同堂》，飾演祁瑞宣。
2010年，出演老舍經典作品改編話劇《四世同堂》，飾演祁瑞宣。编剧并监制電視劇《黎明之前》。出演趙寶剛電視劇《婚姻保衛戰》，飾演許小寧。
2011年，出演趙寶剛電視劇《男人幫》，飾演羅書全。
2012年，监制并出演電視劇《夫妻那些事》，飾演唐鵬。
2013年，监制并出演電視劇《我爱男闺蜜》，飾演方骏。二女儿出生。
2014年，與長女參加《爸爸去哪兒》第二季。同年10月19日加盟《非诚勿扰》担任点评嘉宾。监制并出演電視劇《嘿，老头》，飾演刘海皮。出演香港電影《窃听风云3》。
2015年，监制并出演電視劇《小别离》，飾演方圆。与黄渤、孙红雷等参加东方卫视综艺《極限挑戰》。
2016年，出演電視劇《深夜食堂 (亚洲华语版)》，飾演老板。与黄渤、孙红雷等参加东方卫视综艺《極限挑戰2》。与何炅等参加湖南卫视综艺《向往的生活》。自編自導自演喜剧电影《麻烦家族》。出演電影《捉妖记2》。
2017年，兒子在香港出生。
2018年，录制真人秀节目《向往的生活》（第二季）。编剧并主演电视剧《小欢喜》。
2019年，录制真人秀节目《向往的生活》（第三季）。编剧并主演电视剧《小欢喜》。
2020年，录制真人秀节目《向往的生活》（第四季）。

## 導演作品
- 《似水年華》（2003年電視劇，黄磊、刘若英、李心洁主演）
- 《天一生水》（2004年電視劇，黄磊、马伊琍、范冰冰主演）
- 《七日》（2004年電視劇，黄磊、马伊琍主演）
- 《夜半歌聲》（2005年電視劇，何润东、徐熙媛、孙莉主演）
- 《暗恋桃花源大陆版》（2006年至今，黄磊、袁泉、孙莉、何炅主演）
- 《老男人歷險記》（2012年電影短片，王劲松、陈明昊主演）
- 《麻烦家族》（2017年电影，黄磊执导，山田洋次、江志强监制）

## 制片／监制／出品作品
- 《双面胶》（2007年电视剧，滕华涛执导，海清、涂松岩主演）
- 《因为有你》（2007年电视剧，许同钧执导，陈小艺、张嘉译主演）
- 《四世同堂》（2009年电视剧，汪俊执导，黄磊、蒋勤勤主演）
- 《黎明之前》（2010年电视剧，刘江执导，吴秀波、林永健、海清主演）
- 《我爱男闺蜜》（2014年电视剧，汪俊执导，黄磊、陈数主演）
- 《爸爸去哪兒2》（2014年电影，黄磊、陆毅主演）
- 《嘿，老头》（2015年电视剧，杨亚洲执导，黄磊、李雪健、宋佳主演）
- 《栀子花开》（2015年电影，何炅执导，李易峰、张慧雯主演）
- 《小别离》（2016年电视剧，汪俊执导，黄磊、海清主演）
- 《王子富愁记》（2017年电视剧，赖声川执导，丁乃竺制作人）

## 演出作品

### 舞臺劇
| 演出時間 | 類型 | 劇目                 | 角色   | 職務             | 備註                           |
| 1977年   | 話劇 | 甜蜜的事業           | 夢弟   | 演員             | 幼年時演出，男扮女裝           |
| 1992年   | 話劇 | 三姐妹               |        | 演員             | 學生時期作品                   |
| 1994年   | 話劇 | 牛虻                 |        | 演員、編劇、導演 | 學生時期作品                   |
| 1995年   | 話劇 | 紅字                 |        | 演員、編劇、導演 | 學生時期作品                   |
| 2000年   | 話劇 | 送冰的人来了         |        | 編劇、導演       | 2001年首演                     |
| 2006年   | 話劇 | 暗戀桃花源（大陸版） | 江濱柳 | 演員、執行導演   | 2006年首演，至今已演出五百多場 |
| 2010年   | 話劇 | 四世同堂             | 祁瑞宣 | 演員             | 2010年台北首演                 |
| 2013年   | 話劇 | 长餐桌               |        | 出品人、导演     |                                |
| 2016年   | 話劇 | 水中之书             |        | 編劇、监制       | 2016年首演                     |

### 電視劇
| 年度   | 劇名                               | 角色          | 備註                                               |
| 1993年 | 中方雇員                           |               |                                                    |
| 1993年 | 大空戰                             |               | 影片获94年飞天奖最佳电视剧                         |
| 1993年 | 海馬歌舞廳                         |               |                                                    |
| 1993年 | 熱鬧穀                             |               |                                                    |
| 1996年 | 喜樂會（真愛緣是你）               | 林偉良/方浩天 |                                                    |
| 1997年 | 千秋家國夢                         | 許崇儀        |                                                    |
| 1997年 | 風雪夜歸人                         | 魏蓮生        |                                                    |
| 1999年 | 人間四月天                         | 徐志摩        | 影片提名艾美奖最佳外语片、亚洲电视节“最佳电视剧奖” |
| 2002年 | 橘子紅了                           | 容耀輝        | 亚洲电视节“最佳电视剧奖”                           |
| 2002年 | 伴我同行                           | 林旭          |                                                    |
| 2002年 | 呂布與貂蟬                         | 呂 布         | 陈凯歌首部电视剧                                   |
| 2003年 | 似水年華                           | 文            | 黃磊第一部自編自導自演作品                         |
| 2004年 | 七日                               | 江少威        | 执导作品                                           |
| 2004年 | 月牙兒與陽光                       | 員警廳長      |                                                    |
| 2004年 | 天一生水                           | 范叔涵        | 自編自導自演作品                                   |
| 2004年 | 後海前街                           | 嚴冰          |                                                    |
| 2004年 | 城市女人心                         | 李輝          |                                                    |
| 2004年 | 醋溜族                             | 學長          |                                                    |
| 2005年 | 夜半歌聲                           | 陳天逸        | 自编自导自演作品                                   |
| 2006年 | 悲傷時唱首歌                       | 汪靜凡        |                                                    |
| 2007年 | 家                                 | 高覺新        |                                                    |
| 2009年 | 四世同堂                           | 祁瑞宣        |                                                    |
| 2010年 | 婚姻保衛戰                         | 許小寧        |                                                    |
| 2011年 | 男人幫                             | 羅書全        |                                                    |
| 2012年 | 夫妻那些事                         | 唐鵬          |                                                    |
| 2014年 | 我爱男闺蜜                         | 方骏          | 第17届华鼎奖、飞天奖 全国观众最喜欢的电视剧作品    |
| 2015年 | 嘿，老头！                         | 劉海皮        | 飞天奖、华表奖、金鹰奖优秀电视剧                   |
| 2016年 | 小别离                             | 方圆          | 华表奖、金鹰奖、白玉兰优秀电视剧                   |
| 2017年 | 深夜食堂                           | 老闆          | 擔任出品人                                         |
| 2018年 | 新大头儿子和小头爸爸第一季(真人版) |               | 客串                                               |
| 2019年 | 我要和你在一起                     | 不適用        | 擔任藝術總监                                       |
| 2019年 | 小欢喜                             | 方圆          | 擔任藝術總监兼總編劇                               |
| 2021年 | 可不可以不                         | 大志          | 網絡劇                                             |
| 2021年 | 小舍得                             | 不適用        | 擔任藝術總监兼聯合出品人                           |
| 2021年 | 小敏家                             | 陈卓          | 擔任總編劇                                         |
| 2022年 | 张卫国的夏天                       | 张卫国        | 擔任出品人兼監製                                   |
| 2022年 | 县委大院                           | 吕青山        |                                                    |

### 電影
| 年度   | 片名               | 角色         | 備註                                                                  |
| 1991年 | 邊走邊唱           | 石 頭        | 影片入围戛纳影展，伊斯坦布尔电影节最佳影片                            |
| 1993年 | 霸王別姬           | 嫖 客        | 影片獲得美國金球獎最佳外語片                                          |
| 1995年 | 夜半歌聲           | 韋 青        | 影片获两项香港金像奖                                                  |
| 1998年 | 半生緣             | 許叔惠       | 影片获两项台湾金马奖                                                  |
| 1998年 | 愛情夢幻號         | 張樂文       |                                                                       |
| 1999年 | 夜奔               | 徐少東       | 影片获都灵国际电影节 “最佳剧情片”、亚太影展最佳音乐奖、多项金马奖提名 |
| 1999年 | 哥兒們             |              | FILMEX电影节最佳影片、香港国际电影节影评人大奖                        |
| 2003年 | 38℃                |              | 华表奖                                                                |
| 2008年 | 愛情左燈右行       | 高凡         |                                                                       |
| 2009年 | 火星寶貝之火星沒事 | 羅秉文       |                                                                       |
| 2010年 | 建黨偉業           | 曹汝霖       |                                                                       |
| 2010年 | 用心跳             | 舞蹈學院老師 |                                                                       |
| 2012年 | 三個未婚媽媽       | 於所長       |                                                                       |
| 2014年 | 竊聽風雲3          | 萬山         |                                                                       |
| 2014年 | 觸不可及           | “回声”       |                                                                       |
| 2015年 | 爸爸去哪兒2        |              |                                                                       |
| 2016年 | 极限挑战之皇家宝藏 | 黃磊（自己） |                                                                       |
| 2016年 | 魔宫魅影           | 黃經理       |                                                                       |
| 2017年 | 麻烦家族           | 文远         | 兼任導演兼编剧                                                        |
| 2018年 | 捉妖记2            |              |                                                                       |
| 2018年 | 祖宗十九代         | 出版社老板   |                                                                       |
| 2019年 | 狗眼看人心         | 余峰         |                                                                       |
| 2023年 | 無名               |              |                                                                       |
| 2023年 | 不虚此行           |              |                                                                       |

### 微電影
| 年度   | 片名       | 角色 | 備註 |
| 2015年 | 加你加年味 |      |      |

### 配音
| 年度   | 類型  | 片名           | 角色       | 備註 |
| 2011年 | 電 影 | 赛车总动员2    | 闪电王麦坤 |      |
| 2014年 | 電 影 | 冰川时代2      | 迪亚哥     |      |
| 2014年 | 電 影 | 麦兜和我的妈妈 | 麦兜       |      |
| 2014年 | 電 影 | 兔侠之青黎传说 |            |      |
| 2015年 | 電 影 | 小王子         | 王子先生   |      |
| 2015年 | 電 影 | 功夫熊猫 3     | 阿宝       |      |
| 2016年 | 電 影 | 圆梦巨人       | 巨人       |      |
| 2017年 | 電 影 | 赛车总动员3    | 闪电王麦坤 |      |

### 綜藝節目
| 年度           | 頻道     | 節目                                         |
| 2014年         | 湖南卫视 | 《爸爸去哪兒2》                              |
| 2014年－2017年 | 江苏卫视 | 《非诚勿扰》，担任点评嘉宾。                 |
| 2015年         | 东方卫视 | 《極限挑戰》（第一季）                       |
| 2015年         | 爱奇艺   | 《我们相爱时 20年》（第三季）                |
| 2016年－2017年 | 腾讯视频 | 《黄小厨的春夏秋冬》                         |
| 2016年         | 优酷视频 | 《穿越吧厨房》（第三、四季）                 |
| 2016年         | 東方衛視 | 《極限挑戰》（第二季）                       |
| 2017年         | 湖南衛視 | 《向往的生活》（第一季）                     |
| 2017年         | 东方卫视 | 《極限挑戰》（第三季）                       |
| 2017年         | 芒果TV   | 《明星大偵探2》（第二季）（收官派對）        |
| 2018年         | 湖南卫视 | 《向往的生活》（第二季）                     |
| 2018年         | 东方卫视 | 《極限挑戰》（第四季）                       |
| 2018年         | 湖南衛視 | 《我是大偵探》（第6、7案【鳥不拉市奇遇記】） |
| 2019年         | 东方卫视 | 《極限挑戰》（第五季）                       |
| 2019年         | 湖南卫视 | 《向往的生活》（第三季）                     |
| 2020年         | 湖南卫视 | 《向往的生活》（第四季）                     |
| 2021年         | 湖南卫视 | 《向往的生活》（第五季）                     |
| 2022年         | 湖南卫视 | 《向往的生活》（第六季）                     |
| 2023年         | 湖南卫视 | 《向往的生活》（第七季）                     |

## 出版作品
| 年度   | 類型     | 书名                 | 出版机构       | 備註                             | ISBN               |
| 2003年 | 小 说    | 似水年华             | 大众文艺出版社 | 同名电视剧为黄磊首部自编自导作品 | ISBN 9787801713537 |
| 2003年 | 随笔集   | 十七楼的幻想         | 上海出版社     | 黄磊首本随笔集                   | ISBN 9787806781081 |
| 2004年 | 小 说    | 天一生水             | 同心出版社     |                                  | ISBN 9787805939308 |
| 2014年 | 随笔集   | 我的肩膀，她们的翅膀 | 凤凰文艺出版社 |                                  | ISBN 9787539975528 |
| 2015年 | 小说翻译 | 圣诞老爸的来信       | 上海人民出版社 | 与多多共同翻译                   | ISBN 9787208126596 |
| 2016年 | 小说翻译 | 幸福先生             | 上海人民出版社 | 与多多共同翻译                   | ISBN 9787208134164 |
| 2016年 | 食 谱    | 黄小厨的美好日常     | 湖南文艺出版社 |                                  | ISBN 9787540475789 |

## 音樂作品

### 音樂專輯
| 專輯名稱             | 發行日期 | 曲目 |
| -------------------- | -------- | --- |
| 《邊走邊唱》         | 1997年   | 曲目 1. 啦啦歌 2. 邊走邊唱 3. 沒有想法 4. 夢醒在幾點鐘 5. 半生緣 6. 此情此景 7. 內心戲 8. 睡在我上鋪的兄弟 9. 三個夢 10. 傷感鐵軌 |
| 《我想我是海》       | 1998年   | 曲目 1. 我想我是海 2. 石頭 3. 小憐 4. 花開的地方 5. 改變 6. 謠言 7. 重新開始 8. 只有你讓我想要 9. 圍城 10. 守著陽光守著你 |
| 《人間四月天》原聲帶 | 2000年   | 曲目 1. 我等候你+飛的理由 黃磊;林憶蓮 2. 我等候你 (鋼琴獨奏) 3. 雪花的快樂 (笛/吉他演奏) 4. 我不知道風是在那一個方向吹 黃磊 5. 我不知道風是在那一個方向吹 黃磊 6. 我多麼羡慕你 (吉他演奏) 7. 雪花的快樂 (鋼琴演奏) 8. 雪花的快樂 黃磊 9. 我多麼羡慕你 江美琪 10. 飛的理由 (鋼琴演奏) 11. 我等候你 (手風琴等演奏) 12. 我不知道風是在那一個方向吹 (演奏曲) 13. 我多麼羡慕你 江美琪 14. 再別康橋 黃磊 |
| 《等等等等》         | 2001年   | 曲目 1. 序曲 2. 橘子紅了 3. 蝴蝶結 4. 冰點與沸點 5. 你知道我愛你 6. 雲煙 7. 等等等等 8. 背影 9. 再別再別康橋 10. 玉卿嫂 11. 老車站 |
| 《似水年華》         | 2003年   | 曲目 1. 年華似水(對白) 2. 年華似水 3. 年華似水(鋼琴對白) 4. 當我想你的時候 5. 四分之三的愛 6. 似水年華 7. 四分之三的愛(鋼琴版) 8. 於事無補 9. 邂逅(對白) 10. 深 11. 邂逅(深情版) 12. 小丑戀歌 13. 曾經(對白) 14. 情奔 15. 曾經(吉它版) 16. 何德何能 |

## 獲獎
| 年度   | 頒獎典禮                   | 獎項           | 劇名           | 結果 |
| 1996年 | 第三屆長春電影節金鹿杯     | 最佳男配角     | 《夜半歌聲》   | 獲獎 |
| 1998年 | 全国音乐电视大赛最佳新人奖 | 最佳新人       |                | 獲獎 |
| 1999年 | 第7届中国电影表演艺术学会  | 金凤凰奖       | 《半生缘》     | 獲獎 |
| 2000年 | 第21届亚太影展             | 最佳男演员     | 《夜奔》       | 提名 |
| 2002年 | 第7届亚洲电视节            | 最佳男演员奖   | 《橘子红了》   | 提名 |
| 2004年 | 第10届华表奖               | 最佳男演员奖   | 《三十八度》   | 提名 |
| 2004年 | 第4届双十佳                | 最佳导演       | 《似水年华》   | 提名 |
| 2005年 | 第10届中国电影表演艺术学会 | 金凤凰奖       | 《三十八度》   | 提名 |
| 2008年 | 第14届白玉兰奖             | 最佳男主角奖   | 《家》         | 提名 |
| 2011年 | 香港彩虹獎                 | 最佳喜劇男演員 | 《婚姻保衛戰》 | 獲獎 |
| 2015年 | 第21届华鼎奖               | 最佳男主角奖   | 《我爱男闺蜜》 | 提名 |
| 2015年 | 第21届白玉兰奖             | 最佳男主角奖   | 《嘿，老头》   | 提名 |
| 2015年 | 第30届飞天奖               | 最佳男主角奖   | 《嘿，老头》   | 提名 |
| 2017年 | 第22届华鼎奖               | 最佳男主角奖   | 《小别离》     | 提名 |
| 2017年 | 第23届白玉兰奖             | 最佳男主角奖   | 《小别离》     | 提名 |

## 外部連結
- 黃磊的新浪微博
- 黃磊在互联网电影资料库（IMDb）上的資料（英文）
- 黃磊在香港影庫上的簡介
- 黃磊在时光网上的簡介（简体中文）
- 黃磊在豆瓣上的资料（简体中文）